# Мілов Володимир Станіславович
Володимир Станіславович Мілов (рос. Владимир Станиславович Милов; нар. 18 червня 1972, Кемерово) — російський політичний діяч, інтелектуал, з травня 2012 року по грудень 2015 року голова російської політичної партії «Демократичний вибір». З травня по жовтень 2002 року обіймав посаду заступника міністра енергетики Росії. Член федеральної політради «Об'єднаного демократичного руху „Солідарність“» (2008–2010). Один з творців коаліції «За Росію без свавілля і корупції». До 2013 року — генеральний директор ТОВ «Інститут енергетичної політики». Член партії Навального «Росія майбутнього».

## Біографія
Народився 18 червня 1972 року в Кемерові. Батько — інженер-машинобудівник. Мати — вчителька англійської мови, голова ТОВ «Авента», співзасновниця ТОВ «Науково-виробнича комерційна фірма». Дитиною кілька років провів в Індії, де його батько працював «по лінії радянсько-індійського співробітництва». З 1982 року проживає в Москві (до 2002 року — в Теплому Стані, з 2002 року — в Ясенєві).
У 1994 році закінчив електромеханічний факультет Московського державного гірничого університету за фахом «Технологія машинобудування».
У 1994–1997 роках працював у Всеросійському науково-дослідному і проектно-технічному інституті вугільного машинобудування.
У 1997–2001 роках працював у Федеральній енергетичній комісії Росії.
З 1999 по 2001 рік — начальник управління економічного аналізу Федеральної енергетичної комісії.
У 2001 році очолив експертну групу Центру стратегічних розробок. У грудні 2001 року був призначений радником міністра енергетики.
У 2002 році був членом ради директорів ВАТ «Компанія проектної приватизації».

## Суспільно-політична діяльність
З 19 жовтня 2019 року веде щотижневу передачу про міжнародну політику «Обіймашки з диктаторами» на власному ютуб-каналі. З 31 січня 2020 року веде також цикл передач «Why Russia Fails?» (назва є відсиланням до книги Дарона Аджемоглу і Джеймса Робінсона «Чому нації занепадають? Походження влади, багатства і бідності», англ. «Why Nations Fail»), із 2 вересня 2020 року — цикл передач «Як розвалювався СРСР«, із 3 березня 2021 року — цикл передач «Інші 90-ті», із 14 червня 2022 року — цикл передач «Лихі 2000», із 16 січня 2021 року — цикл передач «Коротко про головне», із 11 березня 2022 року — цикл передач «Війна з Україною», із 13 листопада 2019 року — цикл передач «Росія VS Китай», із 12 червня 2022 року — цикл передач «Уся правда про НАТО». З 9 вересня 2022 року почав проводити ефіри на своєму власному каналі, що налічує на січень 2024 року понад 531 тисячу підписників і 60 млн переглядів.
У квітні 2021 року на тлі переслідувань організацій Навального виїхав до Литви.
У лютому 2022 року виступив проти вторгнення Росії в Україну.
6 травня 2022 року Мін'юст Росії вніс Мілова до списку ЗМІ — «іноземних агентів».
У жовтні 2023 року на офіційному сайті фонду «Вільна Росія» було опубліковано доповідь «Нормальна Росія майбутнього: Так, ми можемо» — спільна праця Володимира Мілова та опозиційного політичного аналітика Федора Крашеніннікова. У документі представлено ключові принципи, які, на думку його авторів, необхідні для побудови майбутньої вільної Росії.
16 листопада 2023 року Володимир Мілов був заочно засуджений Басманним судом до 8 років колонії.

## Особисте життя
Дружина — Наталія Ярославівна Степанова (нар. 21 березня 1990 року). Закінчила Московський поліграфічний інститут, працювала в газеті «Вєдомості». Наразі керує регіональним відділом Міжрегіональної профспілки підприємців «Ліга свободи», є співзасновницею політичної партії «Демократичний вибір» та її московського міського регіонального відділення, члениня контрольно-ревізійної комісії партії. Одружилися в травні 2016 року. Подружжя виховує сина Андрія. У грудні 2023 року в інтерв'ю на ютуб-каналі «Популярная политика» Володимир згадав Наталю як «колишню дружину».